# 闇はささやく
『闇はささやく』（原題:Things Heard & Seen）は2021年に配信されたアメリカ合衆国のホラー映画である。監督はシャリ・スプリンガー・バーマン&ロバート・プルチーニ、主演はアマンダ・サイフリッドが務めた。本作はエリザベス・ブランデイジが2016年に上梓した小説『All Things Cease to Appear』を原作としている。

## 概略
1980年代。キャサリン・クレアは夫（ジョージ）と娘（フラニー）の3人でマンハッタンに暮らしていたが、ジョージの仕事の都合で急遽田舎町に引っ越すことになった。内心では都会を離れたくないと思っていたこともあり、キャサリンは田舎での暮らしになかなか馴染めず、ついには摂食障害の症状を来してしまった。そんなある日、キャサリンは台所の棚に隠されていた聖書を発見した。その聖書は前の家主の一族に受け継がれてきたもののようで、代々の持ち主の名前が記されていた。奇妙なことに、そのうちの何人かの名前は消されており、その痕跡の近くには「地獄に落ちろ」という書き込みがあった。
この出来事をきっかけに、キャサリンとフラニーは家の中で謎の光を目撃するようになったが、ジョージは妻の話を真剣に受け取ろうとしなかった。事態の真相を解明しようとする中で、キャサリンは図らずもジョージの暗い秘密を知ってしまう。しかも、それこそが怪現象の引き金になったものであった。

## キャスト
※括弧内は日本語吹替声優。
- キャサリン・クレア：アマンダ・サイフリッド（小島幸子[3]）
- ジョージ・クレア：ジェームズ・ノートン（小松史法[3]）
- ウィリス・ハウエル：ナタリア・ダイアー（Lynn[3]）
- エディ・ヴァイル：アレックス・ニューステッター（岩中睦樹）
- ジャスティン・ソコロフ：レイ・シーホーン（藤貴子）
- トラヴィス・ロートン：マイケル・オキーフ（浦山迅）
- メア・ロートン：カレン・アレン（土井美加）
- コール・ヴァイル：ジャック・ゴア
- フロイド・デビアス：F・マーレイ・エイブラハム（沢木郁也）
- エラ・ヴァイル：エミリー・ドーシュ
- フラニー・クレア：アナ・ソフィア・ヘージャー（本保佳音）

## 製作
2019年9月13日、アマンダ・サイフリッドが本作の出演交渉に臨んでいると報じられた。30日、本作の主要撮影がニューヨーク州で始まった。10月7日、ジェームズ・ノートン、ナタリア・ダイアー、レイ・シーホーン、アレックス・ニューステッター、F・マーレイ・エイブラハムがキャスト入りした。2021年3月17日、ピーター・レイバーンが本作で使用される楽曲を手掛けるとの報道があった。

## マーケティング
2021年1月13日、本作の劇中写真が初めて公開された。4月1日、本作のオフィシャル・トレイラーが公開された。

## 評価
本作に対する批評家からの評価は伸び悩んでいる。映画批評集積サイトのRotten Tomatoesには60件のレビューがあり、批評家支持率は37%、平均点は10点満点で5.1点となっている。サイト側による批評家の見解の要約は「観客を怖がらせる要素は存在するが、凡庸で退屈な脚本がそれをかき消している。『闇はささやく』は魅力的な原作を映像化するのに失敗したと言える。」となっている。また、Metacriticには23件のレビューがあり、加重平均値は49/100となっている。